# 김만식
김만식(金晩植, 1834년 ~ 1900년)은 조선 말기의 문신이다. 본관은 청풍(淸風)이며 자는 기경(器卿)이고 호는 취당(翠堂)이며 온건개화파 거두인 김윤식의 사촌 형이기도 하다. 유신환의 문인이다.

## 생애
그는 사촌 동생인 김윤식과 함께 유신환의 영향을 받아 동도서기론을 주장하게 되었으며 수신사로 일본에 가게 되어 개화 사상을 갖게 되었다.
1883년 8월 17일에는 박문국을 신설하기도 하였다. 1894년에 청일전쟁이 일어났을 때 병부(兵符)를 잃어버려 원주로 유배되었다.